# Польсько-чехословацький договір (1947)
Польсько-чехословацький договір 1947 — договір між ПНР і ЧССР про дружбу і взаємну допомогу, підписаний 10 березня 1947 року у Варшаві. З польського боку договір підписали голова Ради Міністрів Ю. Циранкевич і міністр закордонних справ З. Модзелевський, з чехословацької сторони — голова уряду К. Готвальд і міністр закордонних справ Я. Масарик. Укладено строком на 20 років.
Сторони зобов'язалися вжити усіх необхідних заходів для усунення будь-якої загрози агресії з боку будь-яких інших держави, брати участь у всіх міжнародних акціях із забезпечення миру і безпеки.
Сторони домовилися надавати одна одній негайну військову та іншу допомогу в разі агресії проти них, не брати участі в союзах та коаліціях, спрямованих проти іншого боку, укласти угоди в галузі економічного і культурного співробітництва між обома країнами.